# Cathy Priestner
Catherine Ann "Cathy" Priestner, född 27 maj 1956 i Windsor i Ontario, är en kanadensisk före detta skridskoåkare.
Priestner blev olympisk silvermedaljör på 500 meter vid vinterspelen 1976 i Innsbruck.